# Агава
Ага́ва (Agave) — рід сукулентних рослин підродини агавових (Agavaceae), родини холодкових (Asparagaceae).

## Етимологія
Свою назву рід дістав на честь Агави — дочки одного із стародавніх міфічних царів.

## Біологічна характеристика

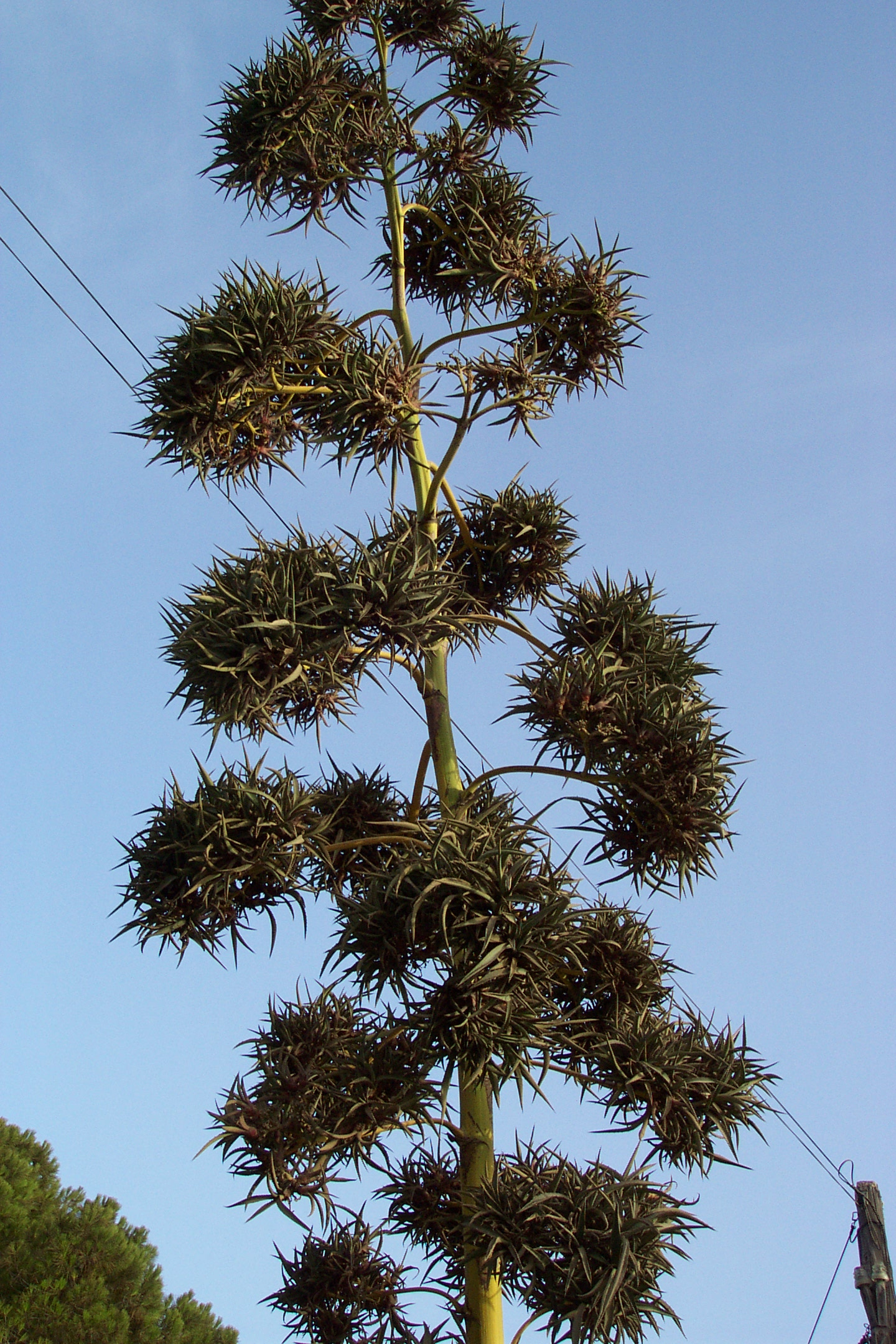
Бульбінели на квітконосі агави

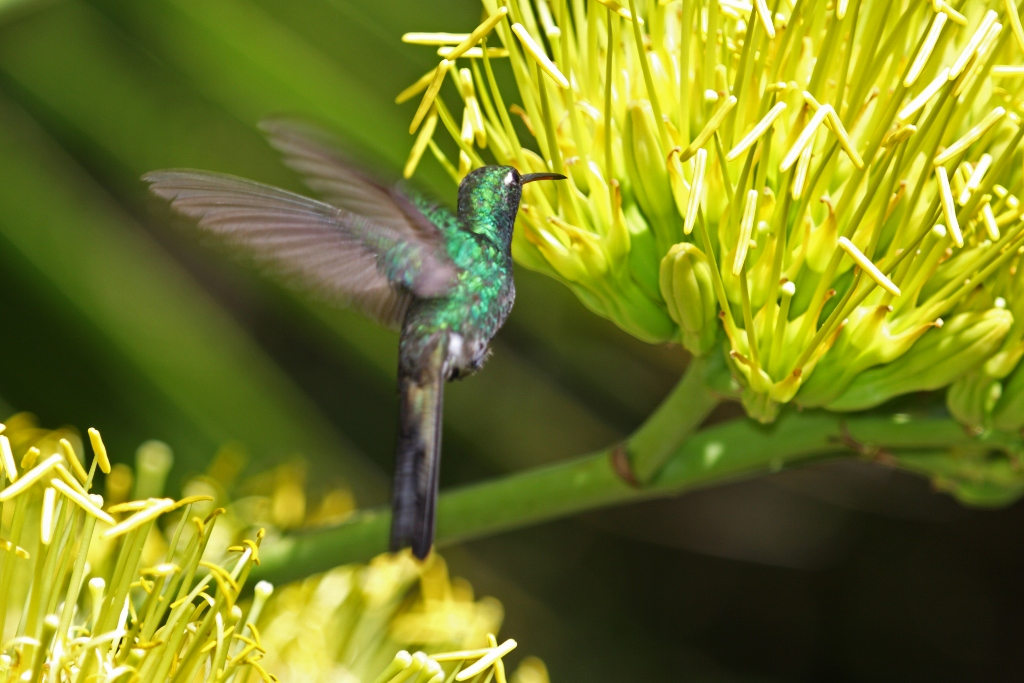
Колібрі живиться нектаром агави

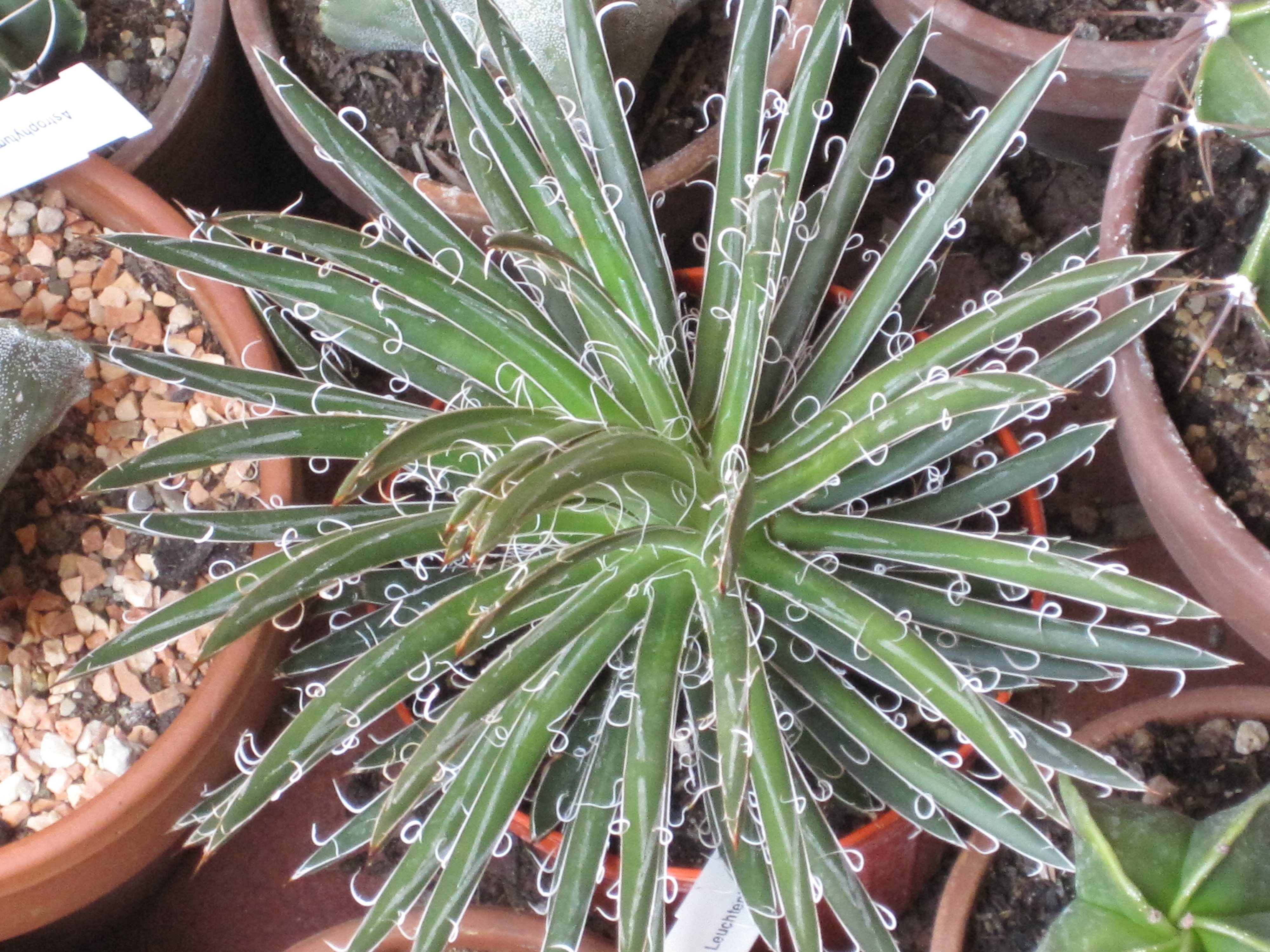
Agave filifera в кімнатній культурі

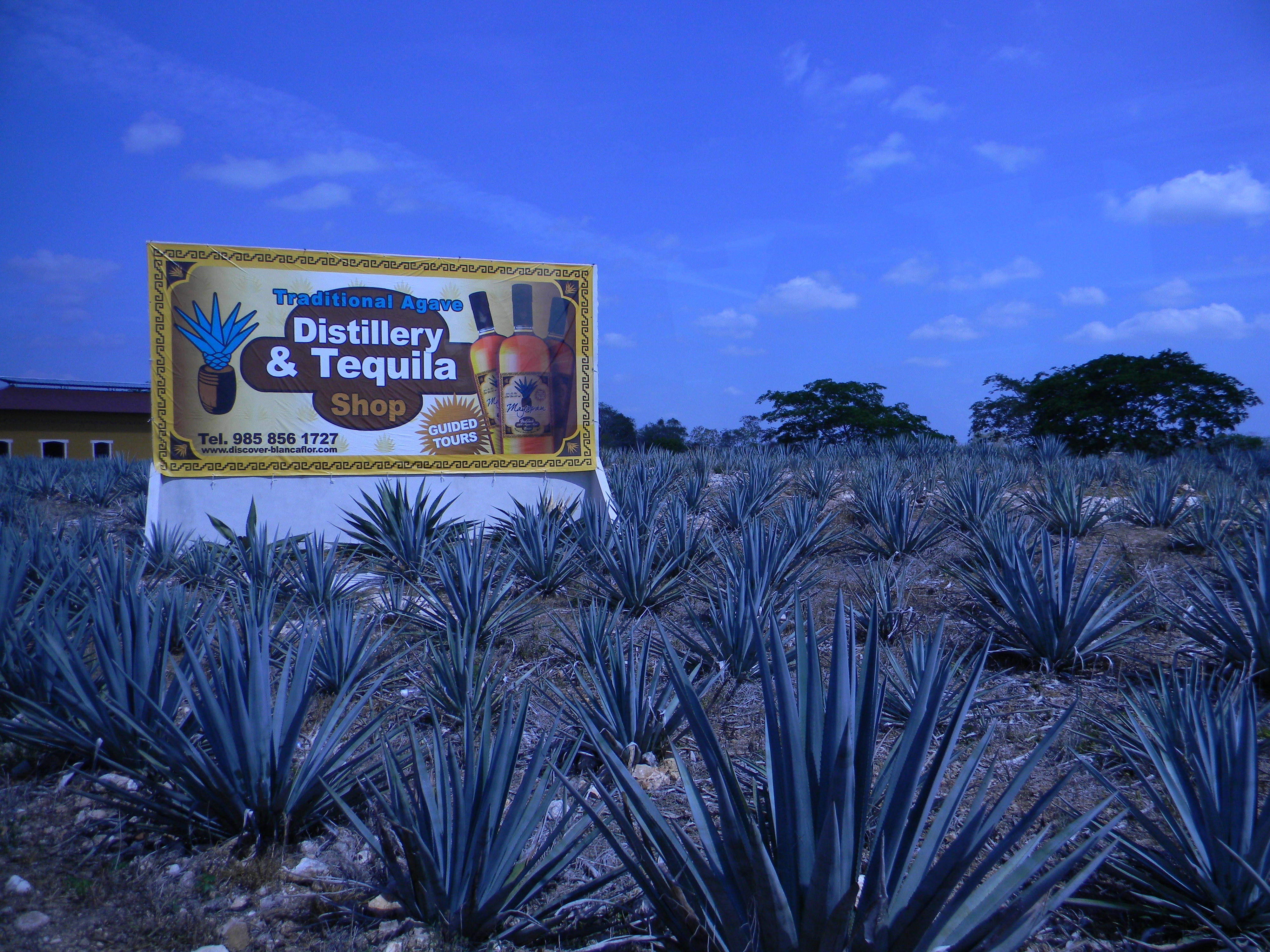
Плантація блакитної агави, що йде на виробництво текіли

Укорочене стебло при основі має розетку довгастих, часто м'ясистих і колючих листків. Діаметр розетки, залежно від виду, може становити від 3-4 см (Agave pumila) до 4,5 м (Agave franzosini). Кількість листків у розетці також різна, здебільшого 20-50, у деяких видів до 200 штук. Високий квітконіс (у деяких видів до 12 м) несе суцвіття з великою кількістю (до 17 тис.) квіток. Квітки жовтуваті або зеленкуваті. На квітконосі з придаткових бруньок утворюються бульбінели — маленькі дочірні рослини. Більшість агав — монокарпічні рослини, тобто цвітуть один раз в житті. Цвітіння відбувається по-різному — одні види цвітуть у віці 5-15 років, інші — в 50 і навіть 100 років. Після достигання насіння рослина відмирає. Плід — коробочка.

## Поширення
Відомо близько 200 видів (докладніше див. Список видів роду агава), поширених тільки в Америці від штатів Юта і Невада у США до Вест-Індії та північній частині Південної Америки, де рослини ростуть як на березі, в межах досяжності бризок прибою, так і в гірських районах, на висоті до 3000 метрів над рівнем моря.
В Європу агави завезені після відкриття Америки.
На Кримському та Кавказькому узбережжях Чорного моря як декоративна рослина вирощують агаву американську (Agave americana).

## Застосування
Сизаль (Agave sisalana) і хенекен (Agave fourcroydes) є важливими джерелами волокна і становлять інтерес як потенційні біоенергетичні культури. З цукристого соку, зібраного перед початком цвітіння, готують алкогольні напої пульке, мескаль та текілу. Культивується в тропічних і субтропічних країнах. Багато видів агави розводять як оранжерейні та кімнатні рослини.
Агава має велике значення для народів Мексики, де росте значна частина видів цієї рослини. Багато видів мають міцні волокна в листі, що дає змогу використовувати їх для виготовлення канатів, пензлів, сандалій, сіток, матраців та інших подібних предметів. У деяких видів розетки листя видаляють, а товсте стебло, або «серце», смажать і використовують в їжу. Однак слід мати на увазі, що сирий сік більшості видів агави вважають токсичним.

## Утримання в культурі
У кімнатній культурі можна вирощувати невеликі за розмірами види, які можуть бути не просто декоративними, а й використовуватися як технічні або лікарські рослини.
Агави — світлолюбні рослини. Взимку їх утримують за температури 10-12 °C, полив обмежують. Улітку полив має бути регулярним. Висаджують у поживну листяно-дернову землесуміш з додаванням великозернистого піску та гравію.

## Галерея

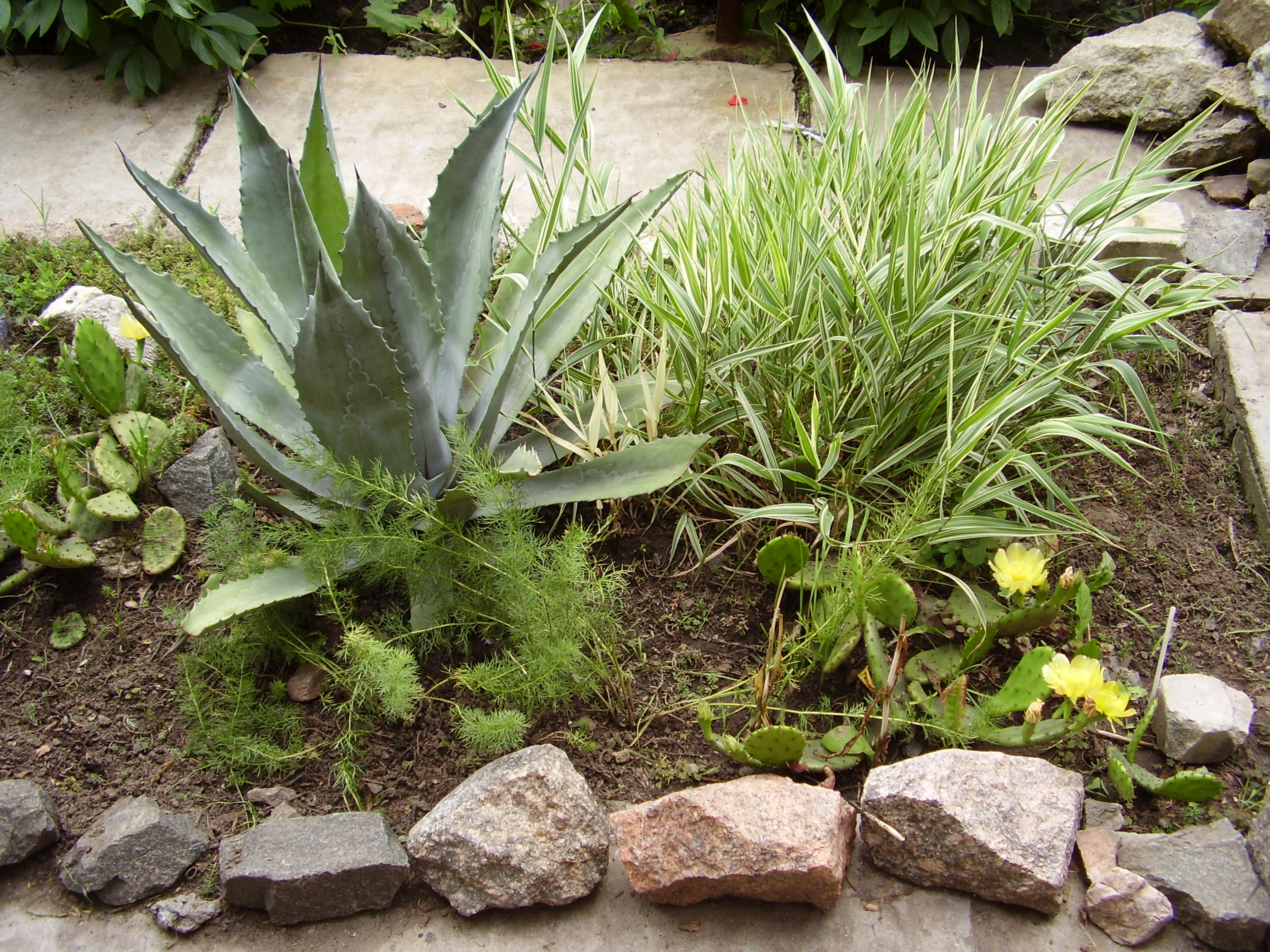
Агава та опунції на українському подвір'ї (Миколаїв)
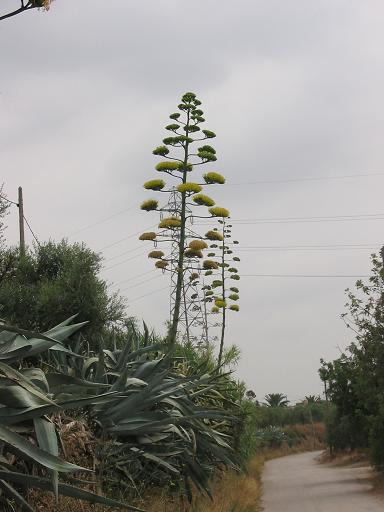
Квіти Агави американської
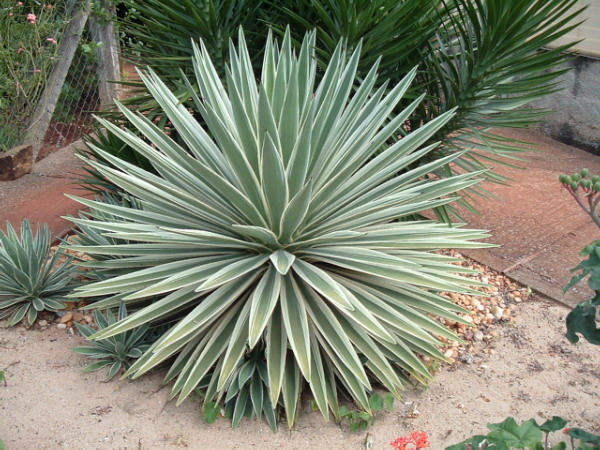
Agave angustifolia
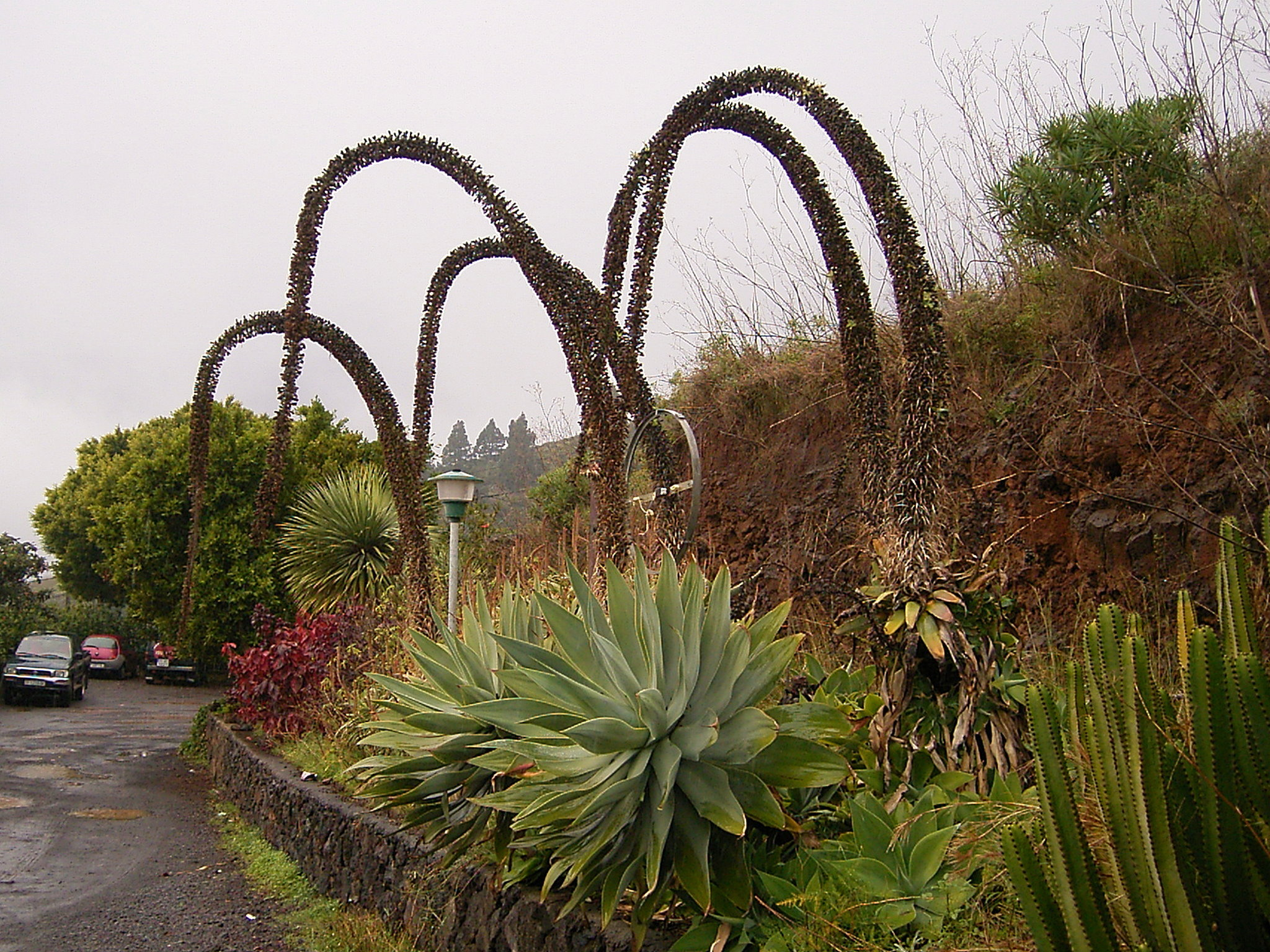
Цвіте Agave attenuata
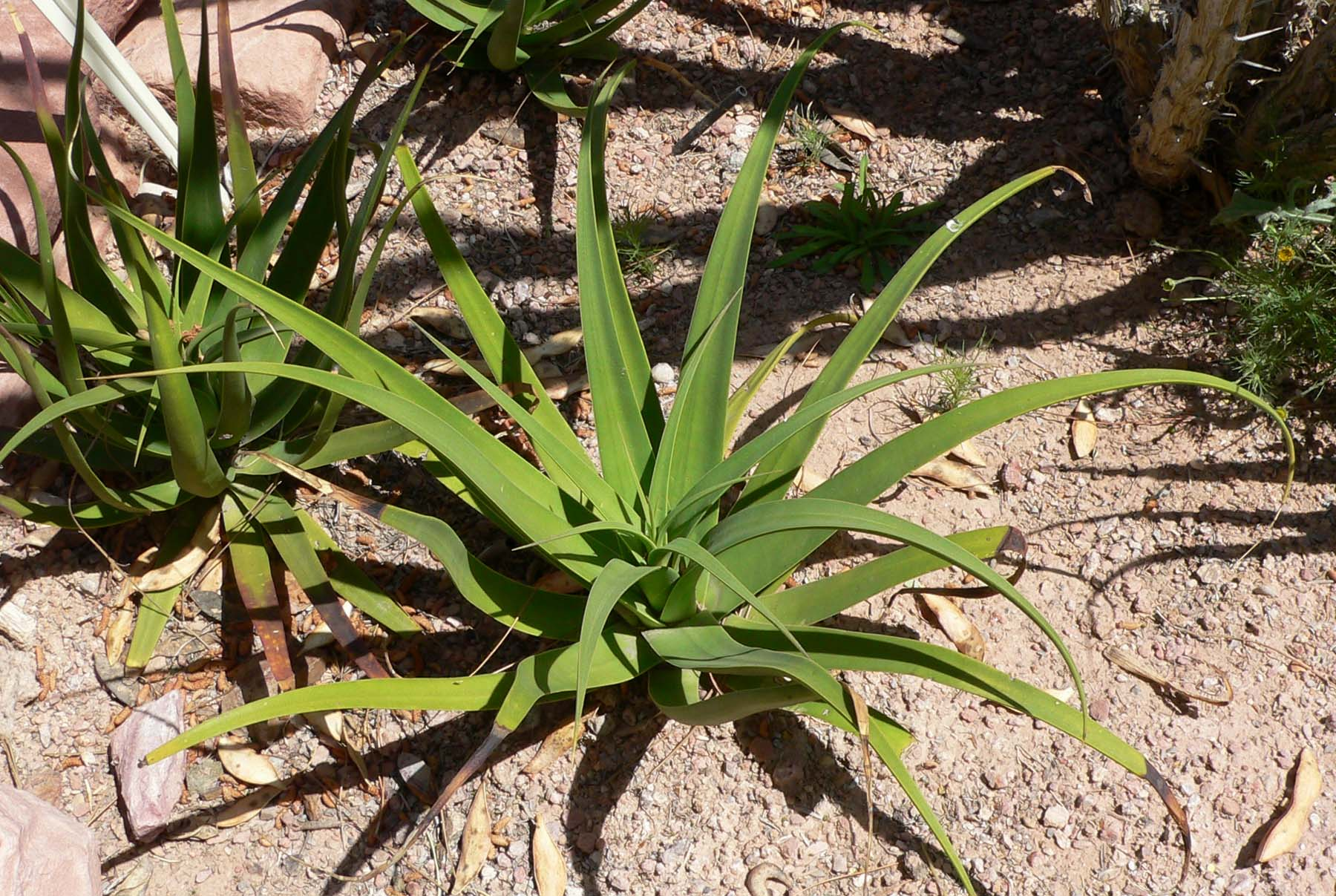
Agave bracteosa
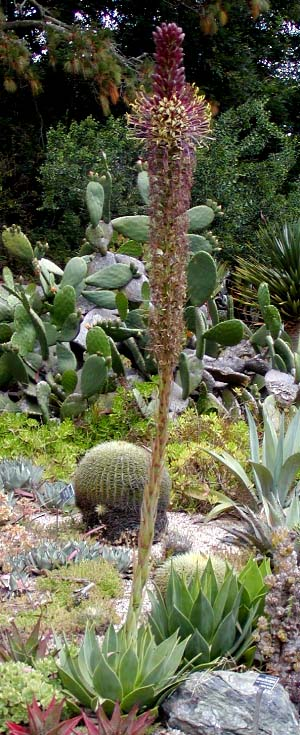
Agave chiapensis
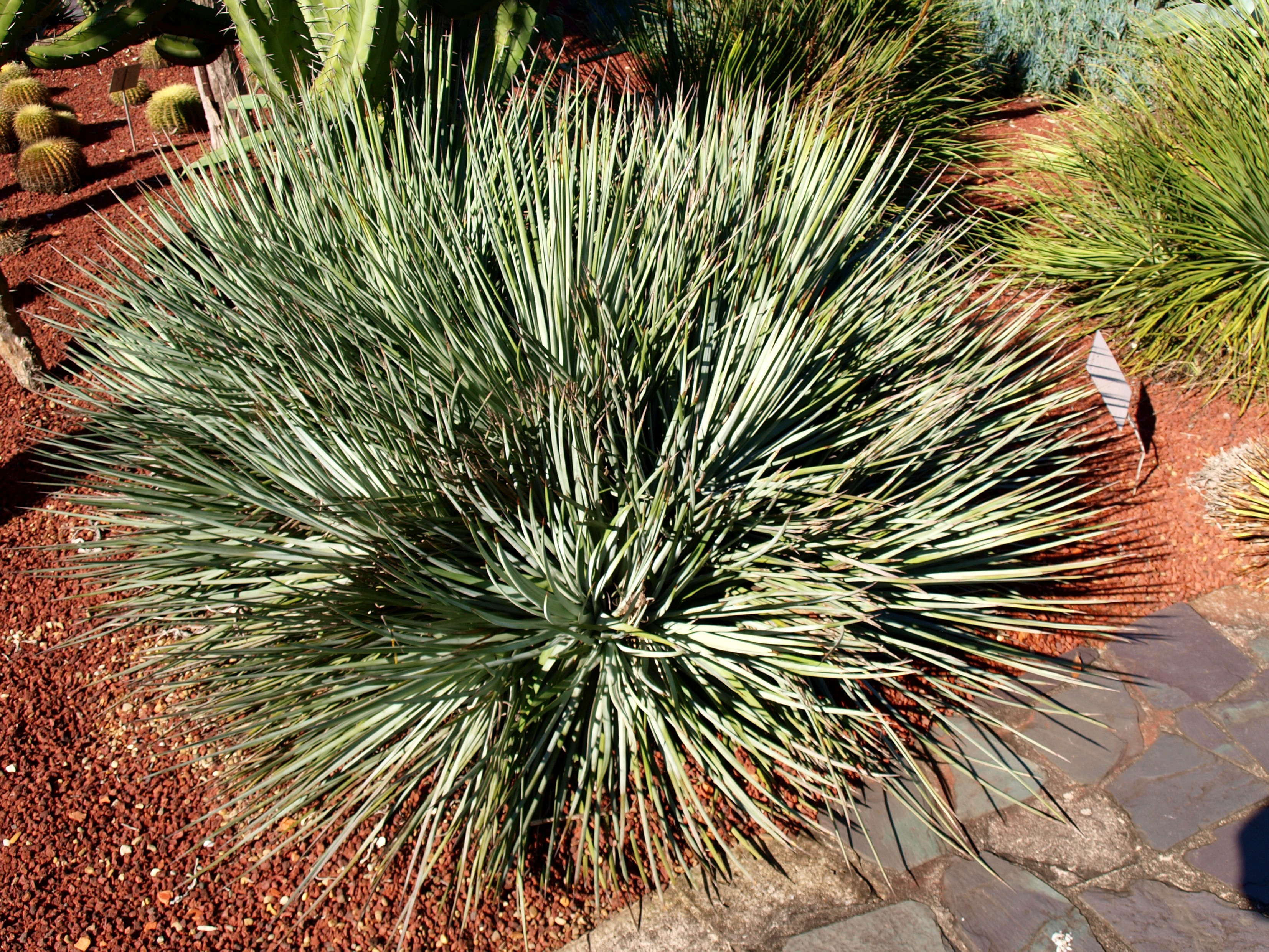
Agave geminiflora
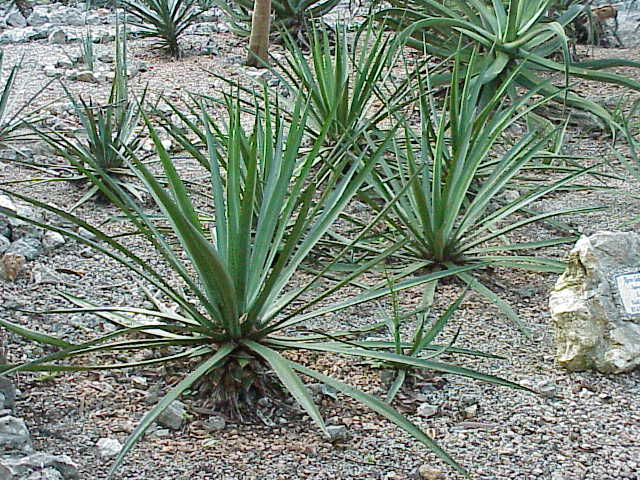
Agave lechuguilla
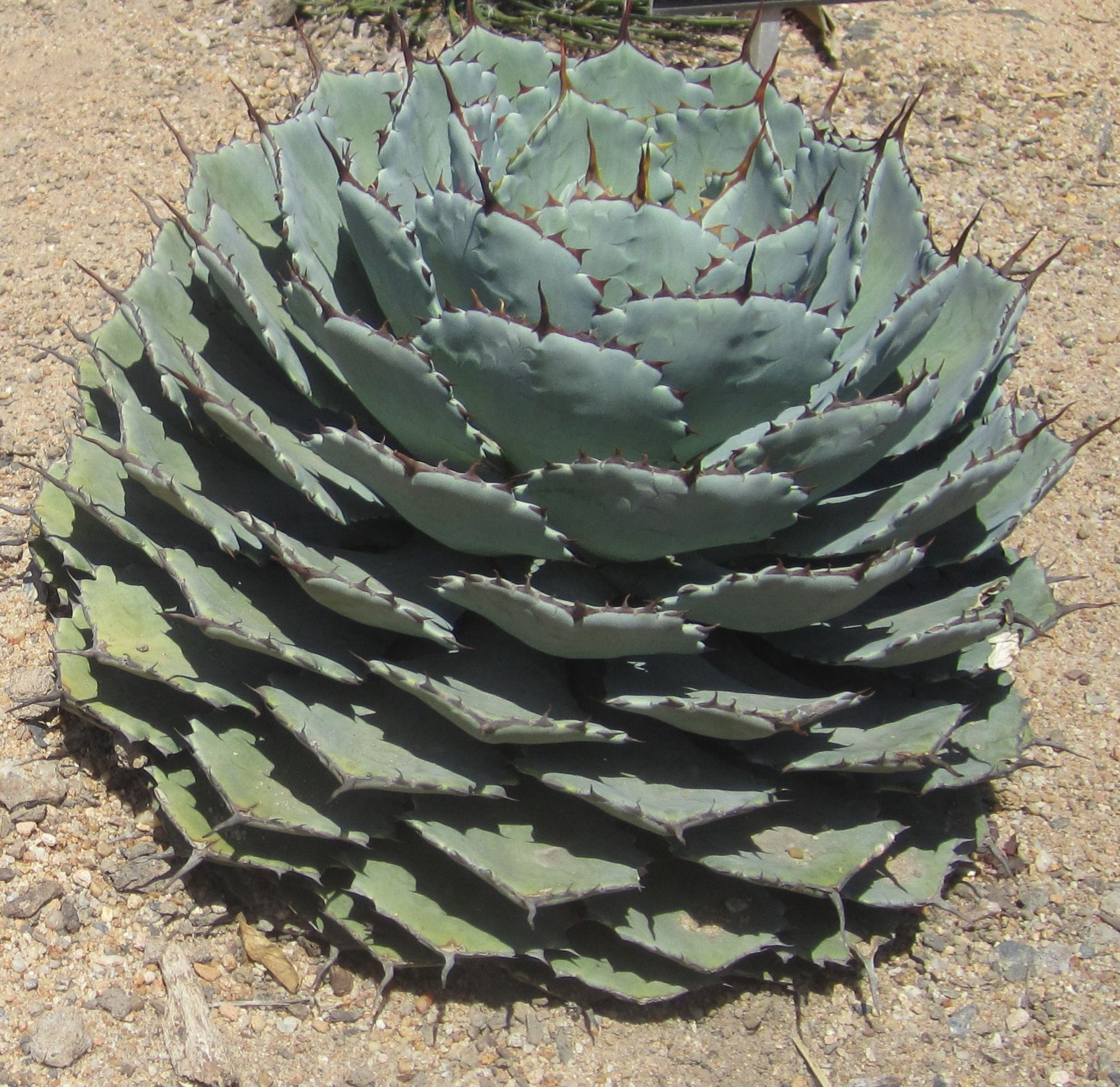
Agave parrasana
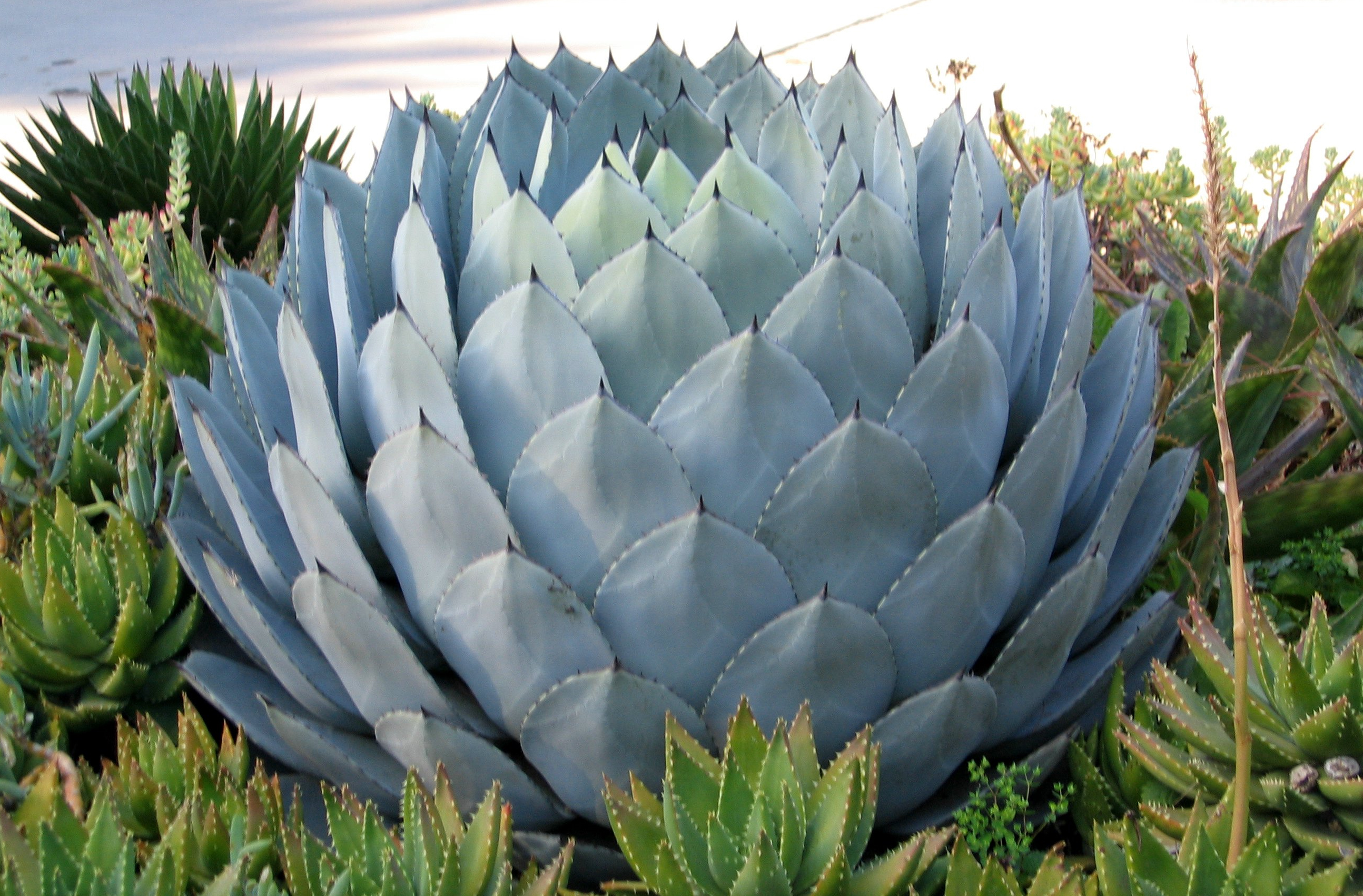
Agave parryi
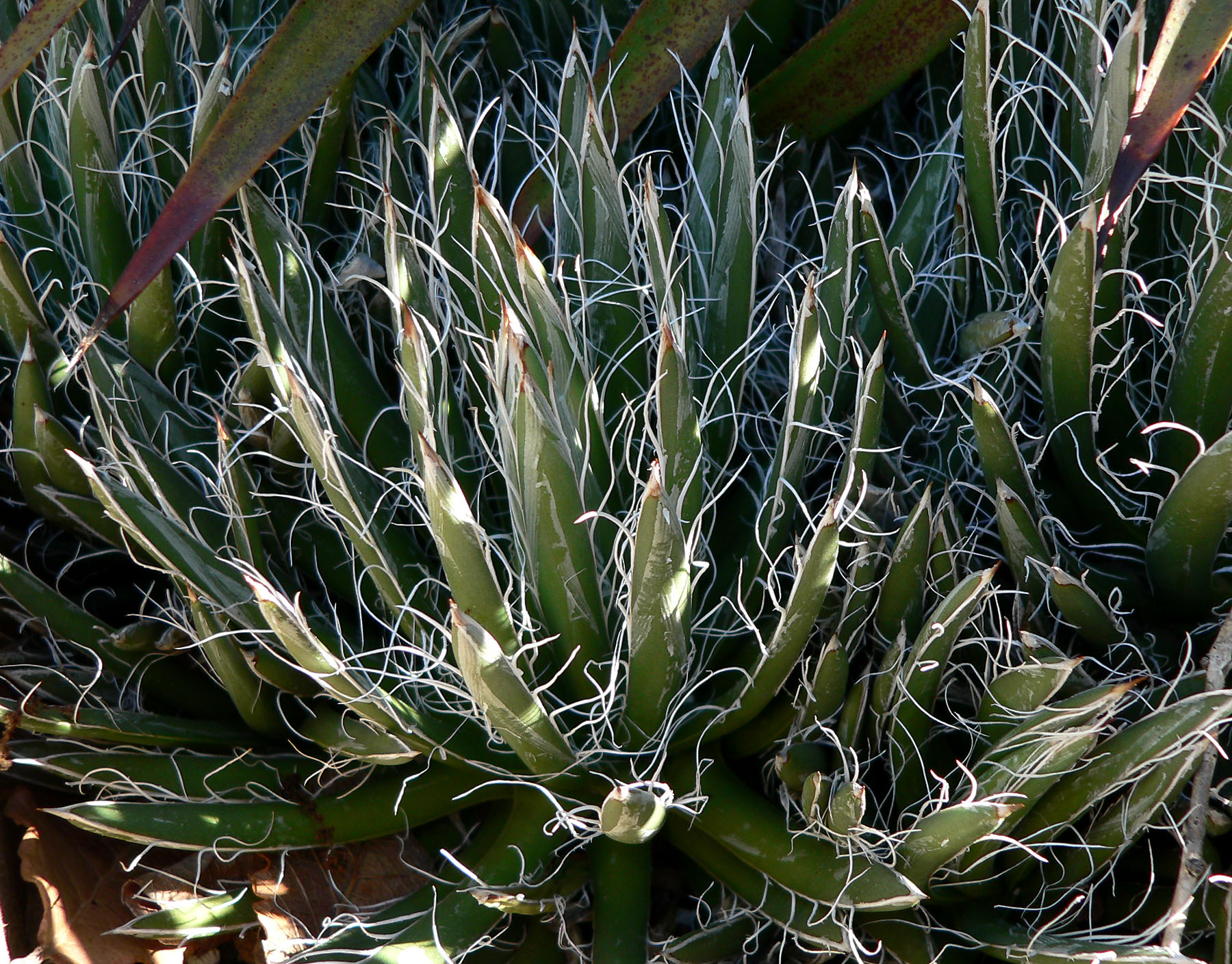
Agave polianthiflora
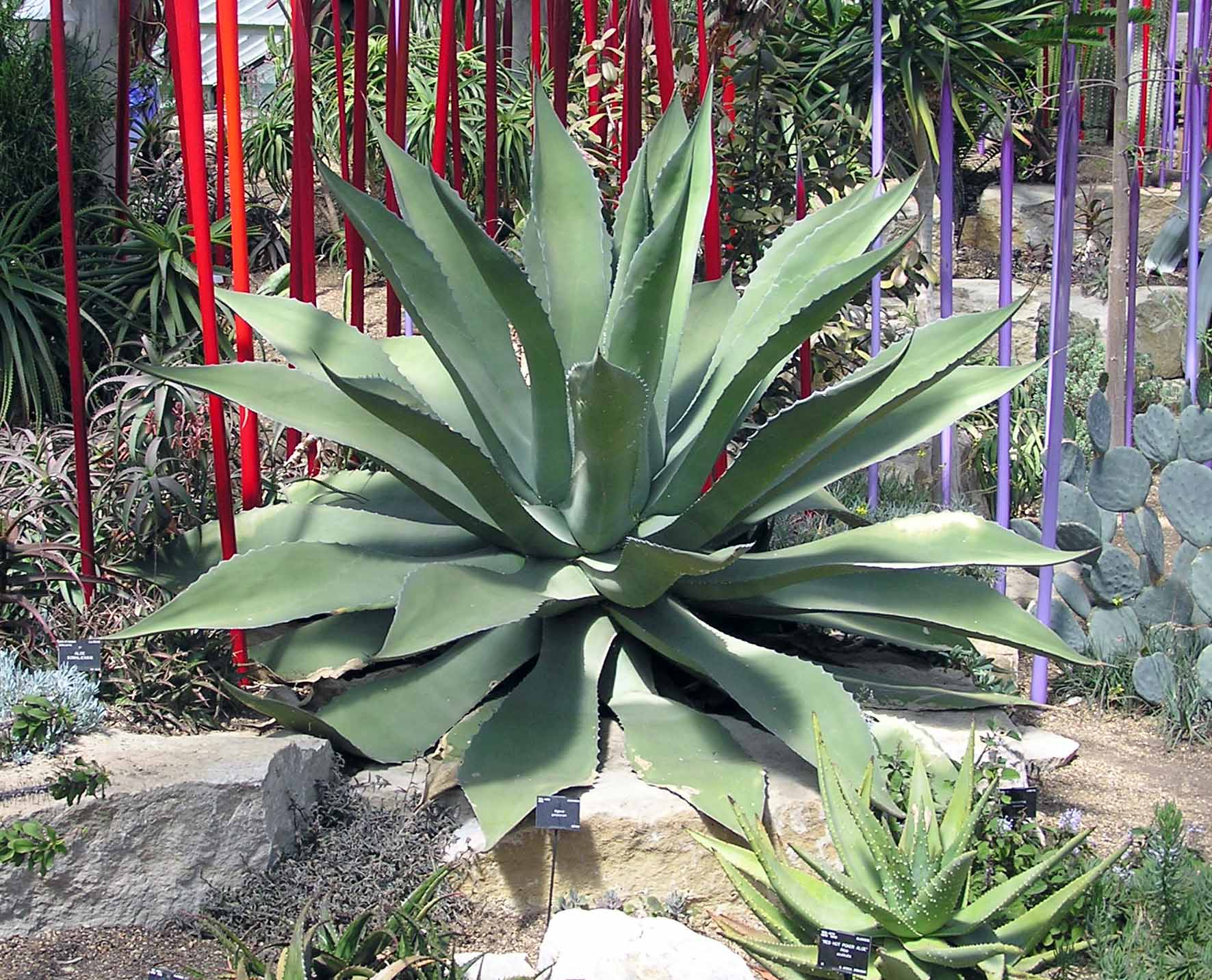
Agave potatorum
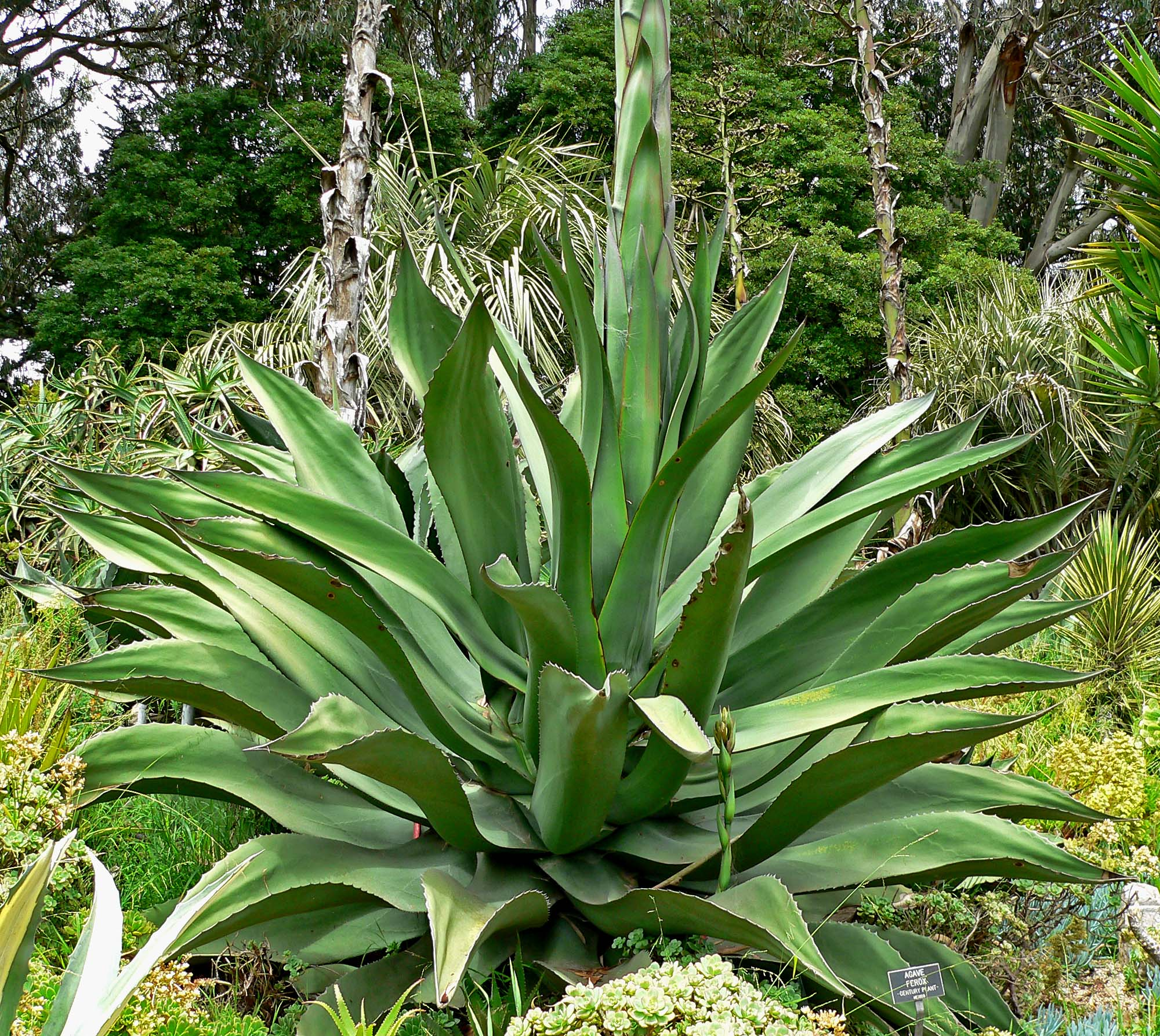
Agave salmiana var. ferox
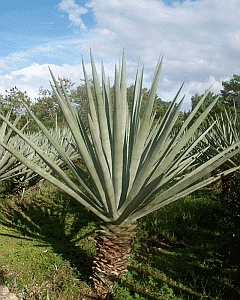
Agave sisalana
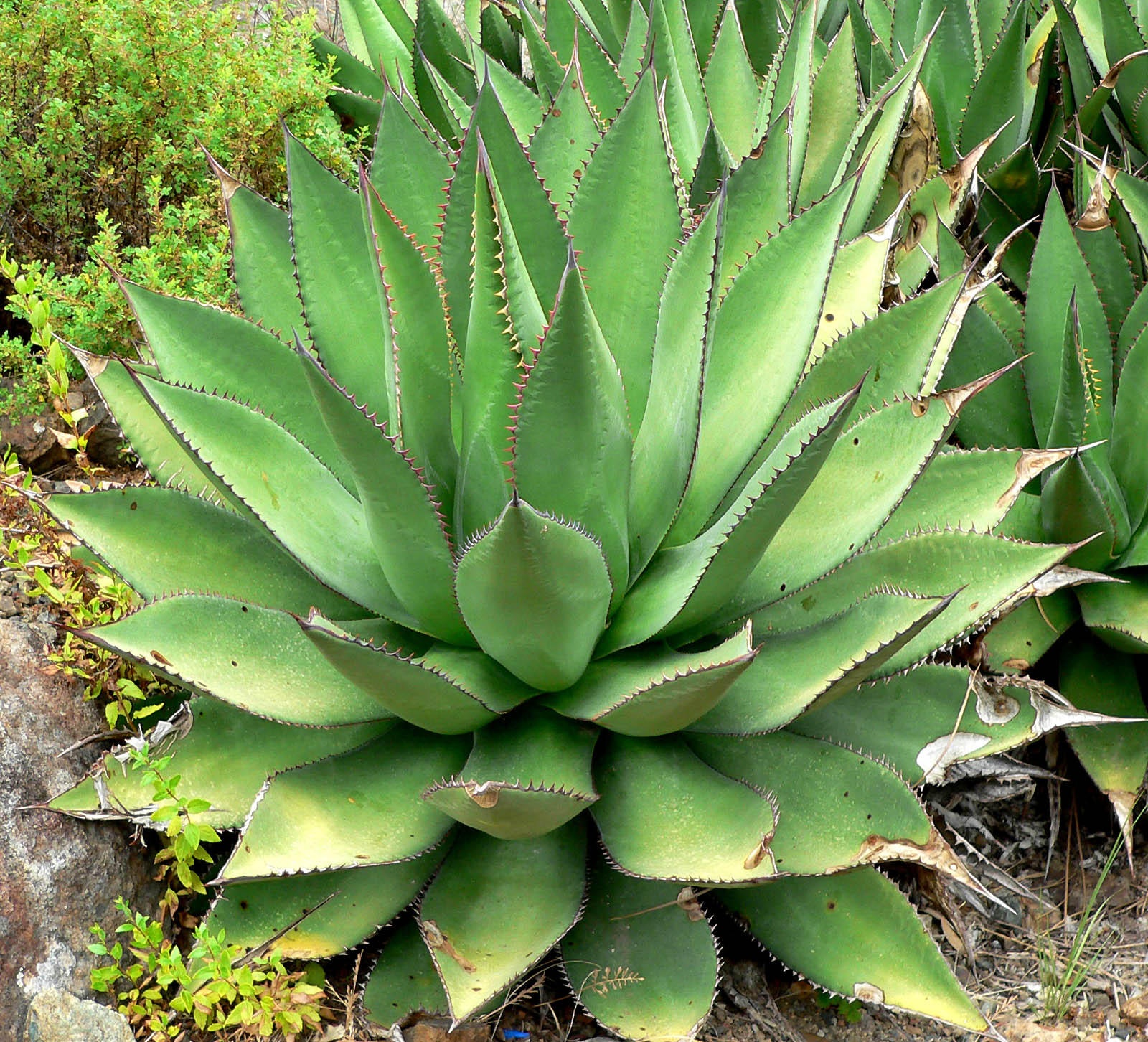
Agave shawii
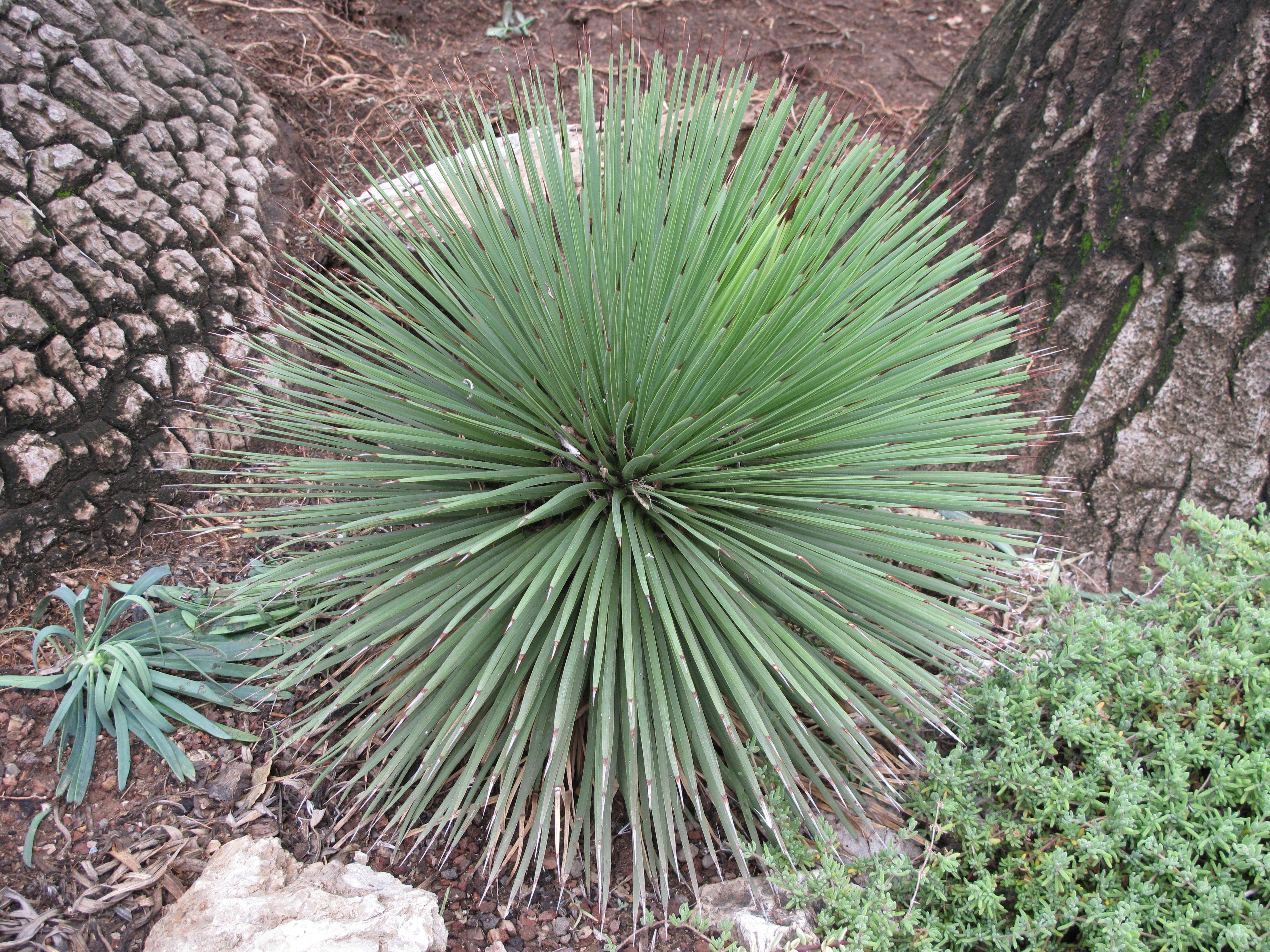
Agave stricta
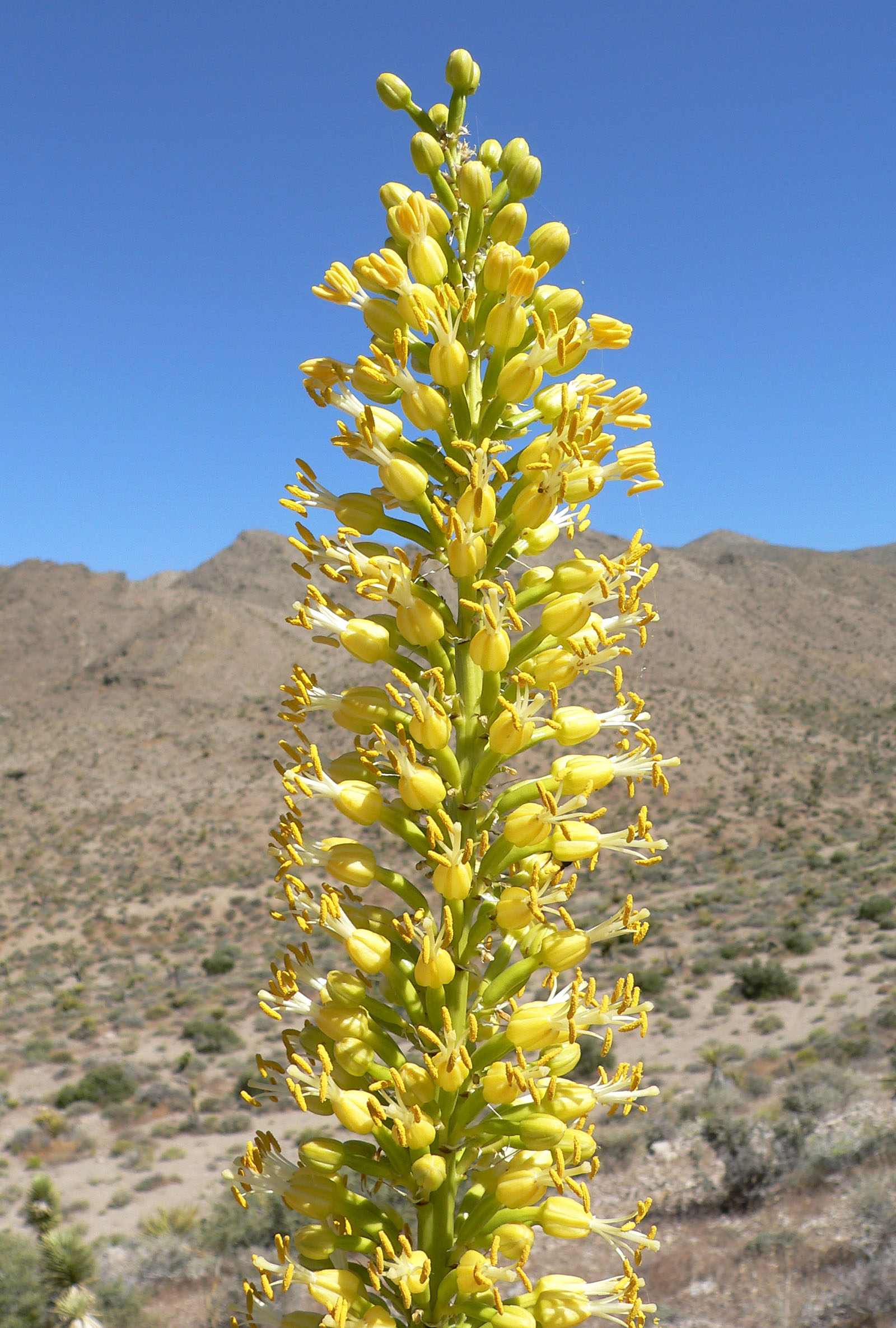
Квіти Agave utahensis
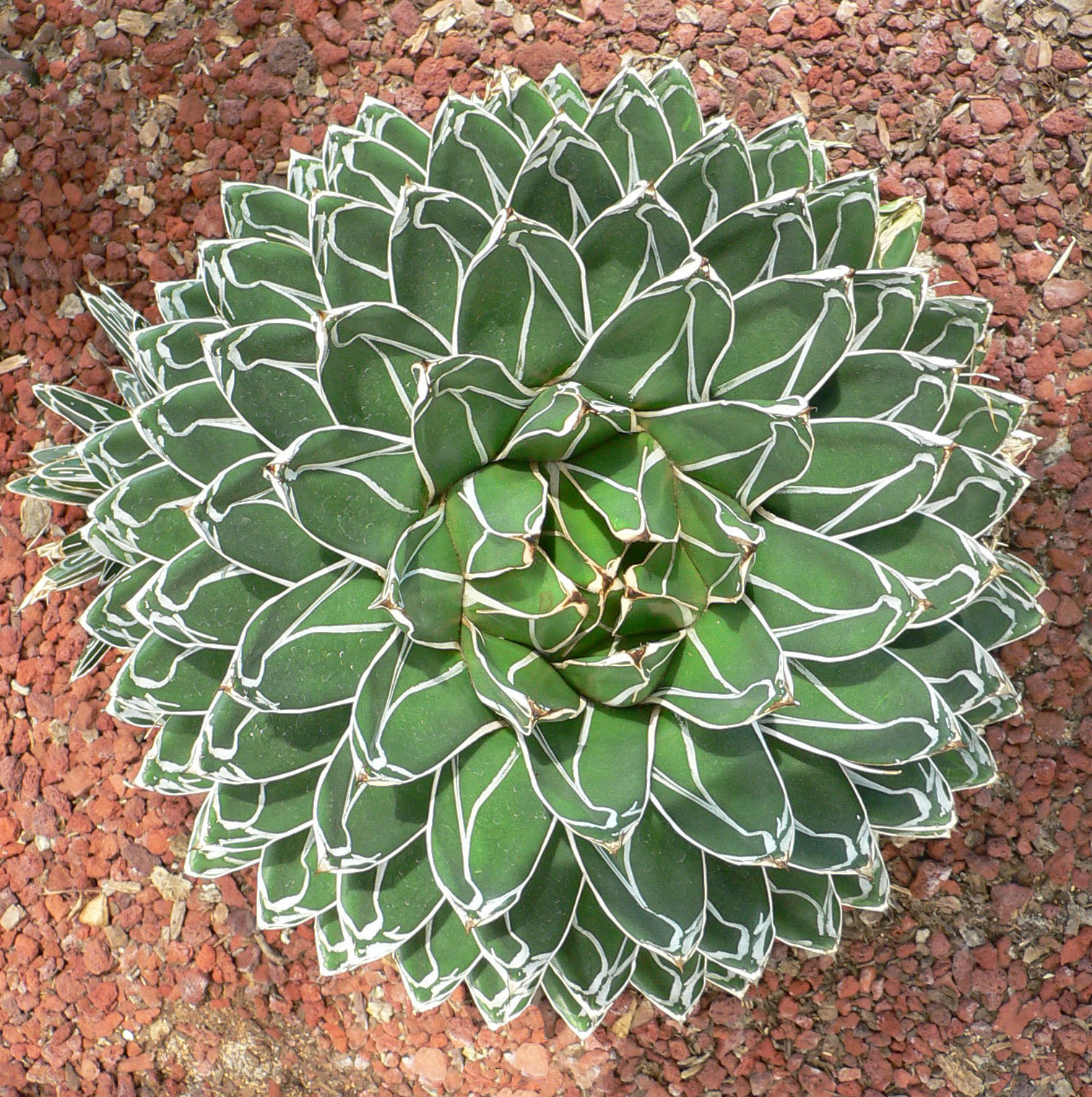
Agave victoriae reginae
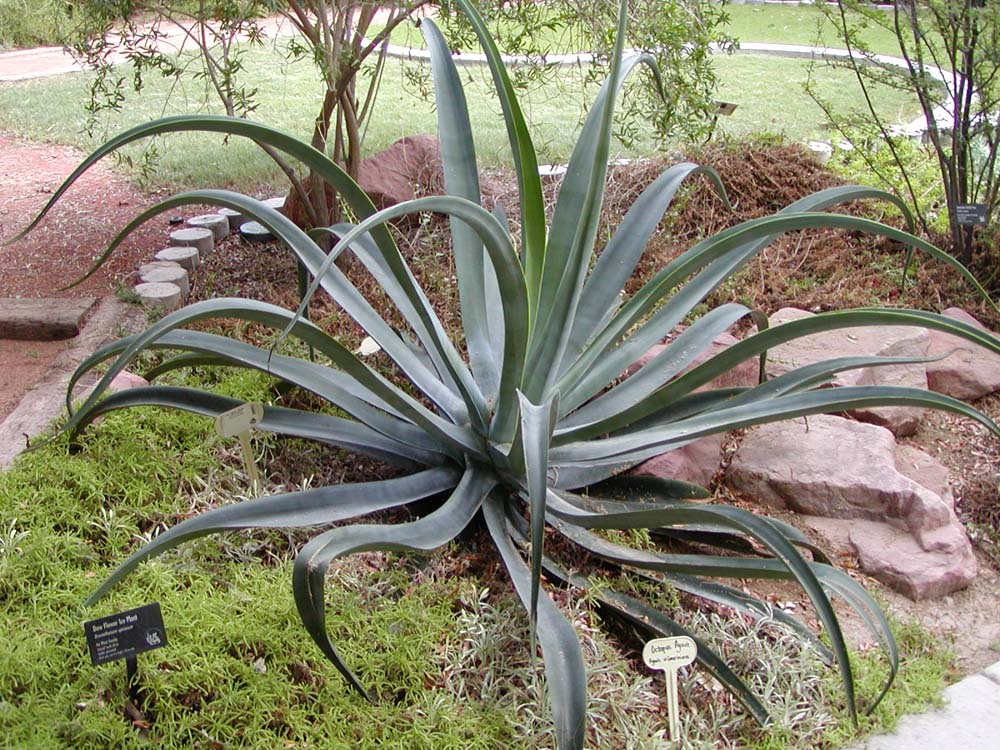
Agave vilmoriniana